# Francisco Adeodato
Francisco Mendes Adeodato, ou apenas Francisco Adeodato, (Sobral, 19 de junho de 1927 – local não informado, 15 de maio de 1998) foi um médico e político brasileiro, outrora deputado federal pelo Ceará.

## Dados biográficos
Filho de João Nogueira Adeodato e Luzia Mendes Adeodato. Médico formado na Universidade Federal Fluminense em 1954, com especialização em anestesia e em cirurgia cardiovascular, trabalhou no Hospital Municipal Souza Aguiar e Hospital Universitário Pedro Ernesto, ambos na cidade do Rio de Janeiro, antes de retornar a Fortaleza, onde assumiu o cargo de diretor do Departamento Estadual da Criança em 1958.
Eleito primeiro suplente de deputado federal via PTN em 1962, exerceu o mandato sob convocação a partir do ano seguinte. Nos primeiros meses do Regime Militar de 1964 ingressou no PTB sendo efetivado em 15 de junho de 1964, logo após a cassação de Expedito Machado pelo Ato Institucional Número Um em 1964 e quando o novo governo impôs o bipartidarismo ingressou na ARENA, mas não foi reeleito em 1966. Neste mesmo ano o Governo Castelo Branco criou o Instituto Nacional de Previdência Social (INPS), autarquia à qual Francisco Adeodato prestou serviços a partir de então.
Seu pai foi eleito deputado federal pelo Ceará em 1945 e também signatário da Constituição de 1946.